# Norroy-le-Sec
Norroy-le-Sec è un comune francese di 415 abitanti situato nel dipartimento della Meurthe e Mosella nella regione del Grand Est.

## Storia

### Simboli
Lo stemma comunale illustra il nome della località, in latino Nogaretum Siccum.

### Onorificenze
- Croix de guerre 1914-1918

## Società

### Evoluzione demografica
Abitanti censiti